# Mugil platanus
La lisa (Mugil platanus) es una discutida especie de pez marino y de agua dulce de la familia de los mugílidos, distribuida por la costa del océano Atlántico sudoccidental desde Brasil hasta la Argentina.

## Taxonomía y anatomía
Esta especie fue descrita originalmente en el año 1880 por el ictiólogo británico (nacido en Alemania) Albrecht Carl Ludwig Gotthilf Günther.
Su tamaño máximo normal es de unos 600 mm. 
Durante décadas los distintos especialistas debaten sobre cuantas y cuales especies de este género habitan las aguas costeras del Atlántico sudamericano. Si bien hay registro de otra especie que se presenta en dicha región, la duda se plantea sobre las integrantes del grupo de especies compuesto por Mugil platanus (en el tramo austral), Mugil liza (en el tramo septentrional) y Mugil cephalus (la que habita por lo menos en el Atlántico europeo). Para algunos la austral M. platanus sería una especie distinta a M. liza, la que habitaría sólo hacia el norte de Río de Janeiro, siendo por tanto M. platanus la única especie de este género en aguas costeras templadas del Atlántico sudoccidental. Otros confirman que M. platanus es una especie claramente distinta a M. cephalus.
Finalmente para otros M. cephalus habitaría sólo en el Atlántico oriental, siendo sin duda distinta del taxón del Atlántico occidental unificado por M. platanus y M. liza, ambas estrechamente relacionadas, las que se muestran como formando un cline, lo que redundaría entonces en que M. platanus pasase a ser un sinónimo más moderno de M. liza.
El carácter merístico que costituiría la mejor característica diagnóstica para diferenciar M. liza de M. platanus sería el número de escamas de la serie lateral, la que es de 29 a 32 en la primera y 33 a 39 en la segunda especie, siendo también orientativa la altura del cuerpo en relación con la longitud del mismo, proporción que resulta más pequeña en M. liza que en M. platanus.

## Distribución geográfica
Esta lisa se distribuye en aguas costeras, y continentales relacionadas, en el sudeste y sur del Brasil (en el litoral de los estados de  Paraná, Río de Janeiro, Río Grande del Sur, Santa Catarina y São Paulo), en Uruguay y en Argentina. En Argentina se lo puede encontrar en el estuario del Río de la Plata, en aguas marinas y afluentes relacionados; tocando así aguas de las siguientes jurisdicciones de primer orden: la Ciudad Autónoma de Buenos Aires, la Provincia de Buenos Aires, Río Negro y Chubut.

## Hábitat y biología
Es un pez eminentemente costero, no frecuentando el mar abierto. Es un pez eurihalinos, que puede ser encontrado tanto en aguas marinas costeras como en áreas estuarinas con tenores de halinidad diversos, hasta plenamente dulces. 
Realiza migraciones con fines reproductivos entre las aguas litorales y los tramos inferiores de ríos de llanura así como de albúferas.
Viaja formando cardúmenes; se alimenta de finas algas, diatomeas y de detritos de los sedimentos del fondo.
Esta especie es parasitada por copépodos.
Importancia para el hombre
Es frecuentemente pescado con redes para ser comercializado para alimentación humana, mayormente fresco. 